# Kreuzzahlrätsel
Ein Kreuzzahlrätsel ist ein Rätsel, das ein Schema aus Kästchen wie ein Kreuzworträtsel hat, in das aber statt Wörtern Zahlen einzutragen sind. Für diese Zahlen werden analog wie beim Kreuzworträtsel Bedingungen angegeben, meist arithmetische; so könnte etwa die Bedingung für eine zu findende 36 auf „ist Quadratzahl“ lauten. Öfter als bei Kreuzworträtseln formuliert die Bedingung an eine Zahl auch einen Zusammenhang mit einer oder mehreren der anderen Zahlen im Schema, z. B.: „ist Summe von A waagerecht und B senkrecht“.

## Strategien anhand verschiedener Beispiele
Kreuzzahlrätsel zu lösen ist oft schwierig, da die gesuchten Zahlen in der Regel nicht auf einen Schlag eingetragen werden können; vielmehr muss man durch Verwendung von schon Bekanntem und von Angaben zu anderen, querlaufenden oder anderswie eingehenden Zahlen stückweise Wissen über einzelne Ziffern ansammeln und weiterverwenden, bis dann irgendwo der Inhalt eines Kästchens feststeht und eingetragen werden kann.
Im Beispiel der gesuchten Quadratzahl 36 von oben könnte man beispielsweise aus anderen Angaben oder Überlegungen schon wissen, dass die erste Ziffer 1, 2 oder 3 ist; damit ist dann die letzte auf 5 oder 6 eingeschränkt, da als Quadratzahlen nun nur noch 16, 25 oder 36 infrage kommen. Ist für die erste nur mehr 1 oder 3 möglich, steht die 6 als Wert der letzten definitiv schon fest und kann eingetragen werden, obwohl noch nicht alle Ziffern der hier gesuchten Quadratzahl bestimmt sind.
Vorteilhaft ist es oft, nach möglichst stark einschränkenden Bedingungen Ausschau zu halten. Bei zwei einzutragenden Zahlen gleicher Ziffernlänge ist beispielsweise eine mit Bedingung „ist Biquadrat“ (also Quadrat eines Quadrates) ohne Vorwissen stärker eingeschränkt als eine mit Bedingung „ist Quadratzahl“; denn es gibt hier 100 Quadrate mit vier Ziffern, nämlich 0 × 0 = 0000, 1 × 1 = 0001, … 99 × 99 = 9801, jedoch nur 10 Biquadrate mit vier Ziffern, nämlich 0 × 0 × 0 × 0 = 0000, 1 × 1 × 1 × 1 = 0001, … 9 × 9 × 9 × 9 = 6561, und dazu sind bei der Biquadratbedingung auch die Möglichkeiten an den einzelnen Stellen stärker eingeengt: An erster Stelle beim Quadrat kann jede Ziffer stehen, beim Biquadrat dagegen nur 0, 1, 2, 4, 6. Weniger Fälle für eine Einzelzahl führen in der Tendenz zu weniger Fällen für ein Einzelkästchen.
Das Lösen harter Kreuzzahlrätsel ist oft kaum möglich, ohne dass der Löser Nebenrechnungen auf Papier anstellt oder sich sogar zur Gedächtnisstütze Hilfstabellen für mögliche Einträge oder Eintrags-Kombinationen anlegt und später ggf. aktualisiert. Ohne Notate schwierig und fehlerträchtig ist auch das Verfolgen von Hypothesen über längere Schlussketten, mit deren Widerlegung man etwa in einem bestimmten Kästchen einen Teil der noch möglichen Ziffern ausschließen kann. Wegen des Aufwandes kommt es gerade hier darauf an, sich eng auf das Aussichtsreiche zu beschränken und sich nicht auf Exhaustion einzulassen, wo andere Wege müheloser Teilergebnisse liefern.
Geschicktes Lösen stützt sich vor allem darauf, zu erkennen, welche der Angaben einen schnell weiterverwendbaren Ertrag liefern, insbesondere aber, welche unter Verwendung des inzwischen schon erworbenen Teilwissens nun „reif“ sein mögen, eine weitere Ziffer definitiv festzulegen. Damit kann der Löser mühselige Fallunterscheidungen und schriftliche Hilfstabellen vermeiden, die auf ungeschickterem Wege unumgänglich würden. Auf diese Weise können Kreuzzahlrätsel auch automatisch von einem Computer gelöst werden.
Typische Bedingungen in den Definitionen sind etwa:
- „ist gerade“
- „ist Quadratzahl“
- „ist Primzahl“
- „ist Palindrom“
- „ist dieselbe Zahl wie …“
- „die Quersumme ist …“
- „ist Quadratzahl von …“
- „ist Produkt aus … und …“
- „ist Vielfaches von …“
- „jede folgende Ziffer ist kleiner als die vorangehende“

Die Forderung, dass eine Zahl Primzahl sein muss, erlaubt zum Beispiel für sie nur die Endziffern 1, 2, 3, 5, 7, 9; bei zwei- oder mehrstelligen Primzahlen und Verbot der 0 sogar nur die Endziffern 1, 3, 7, 9. Jedes Quadrat hat als Endziffer 0, 1, 4, 5, 6 oder 9. Ist ausgesagt, dass eine vierstellige Zahl Quadrat einer zweistelligen ist, und weiß man außerdem schon, dass die vierstellige keine führende 0 hat, so kann die Anfangsziffer der zweistelligen nicht kleiner als 3 sein, weil 1024 = 32 × 32 das erste Quadrat größer als 0999 ist. Usw.
Zu gut gestellten Kreuzzahlrätsel gibt es genau eine Lösung, die mit allen Vorgaben zusammengeht. Die Null kommt in solchen Rätseln in der Regel nicht vor. Oft wird das stillschweigend vorausgesetzt, was dann dem Löser erst klar werden mag, wenn er entdeckt, dass er ohne diese Voraussetzung zwei oder mehr Lösungen fände. Häufig gibt es Vorgaben, die zur Lösung logisch gar nicht benötigt würden, aber den Weg dorthin sehr erleichtern können. Manche Rätselsteller sorgen dafür, dass ihre Aufgabe mit und ohne Verbot der Null gleichermaßen eindeutig lösbar ist, oder sie kennzeichnen bestimmte Angaben ausdrücklich als fürs Lösen verzichtbar; damit hat der Rätsellöser dann die Wahl zwischen verschiedenen Schwierigkeitsstufen, indem er diese verwendet oder nicht.
Neben den häufigen Kreuzzahlrätseln, für deren Lösung man nur Arithmetik oder allenfalls wenig mehr mathematisches Wissen braucht, lassen andere externes Bildungswissen in die Zahlbedingungen eingehen, etwa durch eine Bedingung wie „ist das Geburtsjahr von Mozart“.

## Einsatz im Schulunterricht
Kreuzzahlrätsel werden seit geraumer Zeit auch in Schulen eingesetzt, um den Mathematikunterricht abwechslungsreicher zu gestalten. Hierbei können sich die ziffernweise einzutragenden Zahlen als Lösung eines mathematischen Problems ergeben.
Ein besonderer Vorteil ist die Selbstkontrolle dank der Waagerecht-Senkrecht-Struktur.
Beispiele für Zifferngruppen-Einträge sind u. a. Lösungen verschiedener Gleichungen oder Gleichungssysteme, Berechnungen von Integralen oder Umwandlungen römischer Zahlen (siehe Abbildung).
Diverse Unterrichtsmaterialien dazu bieten verschiedene Verlage an.